# میدلفیلد (ماساچوست)
میدلفیلد، ماساچوست
میدلفیلد(به انگلیسی: Middlefield) شهرکی در شهرستان همشایر ایالت ماساچوست می‌باشد که در سال ۱۷۸۳ بنیان‌گذاری شده‌است. این شهرک در سرشماری سال ۲۰۱۰ میلادی، ۵۲۱ نفر جمعیت داشته‌است.